# Systém dvojí daně
Systém dvojí daně (čínsky v českém přepisu liang-šuej-fa, pchin-jinem liǎngshuìfǎ, znaky zjednodušené 两税法, tradiční 兩稅法) byl systém zdanění v tchangské Číně zavedený roku 780 a používaný do 16. století, kdy byl postupně nahrazen v průběhu reformy jediného prutu. Spočíval v nahrazení dosavadního zdanění v systému cu-jung-tiao, který byl formou daní z hlavy, dvojí daní: pozemkovou daní a daní z domácnosti určovanou dle majetku, placenou koncem léta a koncem podzimu.

## Historie
Daňový systém cu-jung-tiao říše Tchang předpokládal u daňových poplatníků malé a rovné pozemkové vlastnictví. Každý rolník platil jednotnou dávku – 2 tany (119 litrů) zrna (na severu, o polovinu více platili pěstitelé rýže na jihu), 2 čangy (6,22 metrů) hedvábné látky (o pětinu více pokud bylo hedvábí nahrazeno konopím nebo ramií) a cca 120 gramů příze a sloužil 20 dnů roboty pro stát.
Výběr daně cu-jung-tiao předpokládal u každého poplatníka příjem z jeho pole. Už od druhé poloviny 7. století, za vlády císaře Kao-cunga a císařovny Wu, majitelé velkých statků začali pohlcovat pozemky užívané samostatně hospodařícími rolníky. Rolníci bez pozemků následně ztratili schopnost platit daň. S postupujícími roky problémy s lidmi bez majetku jen narůstaly, rolníci bez půdy se toulali ve snaze o nalezení obživy, nebyli zapsáni v daňových registrech a vláda nad nimi ztrácela kontrolu. Nakonec po povstání An Lu-šana a související dezorganizaci státní správy daň cu-jung-tiao ztratila svůj význam, protože během povstání zahynulo mnoho lidí a následně velké části Číny získaly autonomii na ústřední vládě. V důsledku toho výrazně kleslo množství registrovaných daňových poplatníků a v systému cu-jung-tiao se nedařilo se vybírat dostatečné sumy zrna a látek.
Kromě daně cu-jung-tiao existovala i daň z domácnosti placená v mincích a daň z pozemků, nicméně měly mnohem menší výnos. Na postupný rozklad vrstvy svobodných rolníků a snižující se výběr daně cu-jung-tiao úřady reagovaly zvyšováním daní odváděných dle rozlohy polí, případně dle domácností. Nakonec byla roku 780 daň cu-jung-tiao na návrh kancléře Jang Jena zrušena, a různé daně a odvody z pozemků a domácností sjednoceny a zjednodušeny do systému dvojí daně, v němž se základem zdanění rolníků stala právě daň z domácnosti a daň z pozemků.
V systému dvojí daně poplatníci odváděli daň z pozemků (ti-šuej, 地稅) a daň z domácnosti (chu-šuej, 戶稅). Pozemková daň byla placena v naturáliích, a sice v zrnu. Pozemky byly zdaněny podle úrodnosti, od 11 šengů (cca 6,5 litru) po 7 šengů z 1 mu (836 m²), ale u nově zúrodněných polí se odváděly pouze 2 šengy z mu. Daň z domácnosti byla placena v mincích, případně (vzhledem k nedostatku mincí) mohla být vybírána v látkách. Pro účely zdanění byly domácnosti zaregistrovány a rozděleny do devíti kategorií podle svého bohatství a velikosti.
Daně byly placeny dvakrát ročně, koncem léta daň z domácnosti a na podzim po sklizni pozemková daň.
Tchangský stát v té době (druhá polovina 8. století) byl rozdělen na obvody guvernérů ťie-tu-š’. Guvernéři vybrané daně byly rozdělovali na díl pro centrální vládu (cca třetina vybrané daně), díl pro podřízené kraje a prefektury a díl pro vlastní aparát, vojska a rezervy. Ovšem ťie-tu-š’ severovýchodu říše byli na centrální vládě nezávislí a daně jí neplatili, a další regiony posílaly daně nepravidelně, takže vláda mohla napevno počítat pouze z daněmi z jihovýchodu a jihu říše.
Zavedení systému dvojí daně roku 780 znamenalo pouze uspořádání živelně vznikajících náhrad za daň cu-jung-tiao. Z dlouhodobého hlediska znamenalo významný posun v přístupu ke zdanění poddaných. Zatímco daň cu-jung-tiao předpokládala rovnostářské vlastnictví půdy a stejnou výši daně placené poplatníky, systém dvojí daně vycházel z uznání reality různosti majetku u poplatníků a danil dle rozlohy půdy, resp. dle bohatství domácnosti. Významné bylo i zrušení všeobecné povinné roboty pro stát. Úřady sice nadále po poddaných požadovaly různé práce, nicméně pouze případ od případu, neexistovala všeobecná povinnost. Společně s dřívějším zrušením povinné vojenské služby v systému fu-ping reforma přinesla větší volnost pracovních sil, prospěšnou pro soukromé podnikání.